# Аркона (музичка група)
Аркона (рус. Арко́на) руски је пагански и фолк метал бенд. Њихови текстови су под утицајем руског фолклора и словенске митологије, а њихова музика обухвата неколико традиционалних руских музичких инструмената. Име бенда „Аркона” односи се на последње упориште старе словенске вјере.
Пјевач и текстописац бенда, Марија Маша „Scream” Аркипова, једна је од неколико релативно успјешних женских вокала који пјевају death growl стилом. Жена је Сергеја „Lazar” Атрашкевича, колеге из бенда, са ким има двоје дјеце.

## Историја
Бенд су у фебруара 2002. године основала два члана долгопруднишког словенског неопаганског друштва, Маша Аркипова и Александар Королјов, првобитно под називом Хипербореја. На крају 2002. бенд, заједно са Евгенијем Књазевим на гитари, Евгенијем Борзовим на бас гитари и Олгом Логиновом на клавијатури, под именом Аркона снима у московском студију CDM. Након снимања демо албума „Русь”, бенд почиње са свиркама уживо, заједно са неколико руских фолк метал бендова, „Butterfly Temple”, „Pagan Reign”, „Сварга”, „Rossomahaar”, „Therion”.
У септембру 2003. године Аркона је распуштена, због недостатка општег ентузијазма неких Маријиних колега. Аркипова одлучује да настави и пише материјал за соло албум, који је представила члановима „Nargathrond”, другог пројекта за које је пјевала у то вријеме. Резултат је деби албум „Возрождение”, који је изашао у марту 2004. године за Soundage Production. Овог пута бенд има три нова члана: гитариста Сергеј „Lazar” Атрашкевич, басиста Руслан „Knyaz” и бубњар Влад „Artist”. Снимљен у јесен, њихов други албум, „Лепта”, изашао је у децембру.
Бенд 2005. године издаје трећи и најразноврснији албум „Во славу Великим!”, кога је уобличио признати руски фолк мултиинструменталиста Владимир Череповски (Мевент, Воинство Садов, Ветер Води), као и разни чланови група Сварга и Алконост. У септембру 2015. године албум је добио сертификат златна плоча у Русији. Извођење групе у октобру на свечаности представљања компакт-диска је забиљежено и у марту 2006. године издато као лајв ДВД/ЦД „Жизнь во славу”. Четврти студијски албум Арконе „От сердца к небу”, поново је снимљен са Череповским (учествовали су и чланови бјелоруског народног хора Гостица), издат је у Соундаџе продакшну 2004. године. Насловну страну албума урадио је белгијски умјетник Крис Вервимп, који је наставио да сарађује са групом.
Марта 2008. године група је наступала на Рагнарок фестивалу и потписала за аустралијски Напалм рекордс који је поновно издао албум „От сердца к небу” и организовао групи тридесетодневну европску турнеју, која се завршила на Брутал асалт фестивалу.
Пети студијски албум Арконе, „Гой, Роде, Гой!”, издат је у октобру 2009. године, показао се као амбициозан: све у свему, више од 40 музичара узело је учешће, укључујући хор и гудачки квинтет. Све етничке инстументе у студију је свирао Владимир Череповски и његов ученик Владимир „Волк”, који се касније придружио бенду. Прије тога, бендов други ДВД „Ночь Велесова” изашао је у мају.
Година 2010. била је година интензивних турнеја: бенд је свирао на више од 150 концерата широм Европе. У августу 2011. изашао је шести студијски албум „Слово”; опет стилски еклектички микс, у коме је учествовао камерни оркестар Кањаског конзерваторима и студентски хор Московског конзерваторијума. Те године је бенд учествовао на бројним хеви-метал догађајима, укључујући Хелфест, Вит фул форс и Металфест.
Бенд је током 2011. године ишао на тридесетшестодневну турнеју по Канади, Сједињеним Државама и Мексику. Посебни концерт за десетогодишњицу бенда одржан је у Москви 11. фебруара 2012. (који ће бити објављен сљедеће године као „10 лет во славу”), праћена бројним турнејама по Русији и Европи, укључујући концерт са бендовима Дарлиада и Даркест ера, као и учешће на 70,000 Tons of Metal. Бенд је у октобру 2013. године прекинуо снимање за другу америчку турнеју, сада као главни бенд.
Аркона је у јануару 2014. на својој фејсбук страници објавила да је бенд напустио бубњар Влад Artist Соколов, наводећи личне разлоге, што је била прва промјена састава након 10 година. Андреј Ишченко се придружио бенду као нови бубњар. Концептни албум „Явь” издат је у априлу 2014. године.
Арконин албуми су широко признати и сам бенд је више пута називан једним од најбољих паганских бендова. Сви чланови бенда, изузев Владимира „Волка”, свирали су у Нарганторну, паганском готик бенду кога су ставили „на чекање” од међународног успјеха Арконе.

## Дискографија
Аркона је од свог оснивања издала 8 студијски албума, 1 мини-албум, 2 концертна албума, 3 видеоалбума и један демо.

### Студијски албуми
- 2004: „Возрождение”
- 2004: „Лепта”
- 2005: „Во славу великим!”
- 2007: „От сердца к небу”
- 2009: „Гой, Роде, гой!”
- 2011: „Слово”
- 2014: „Явь”
- 2016: „Возрождение”
- 2018: „Храм”

### Мини-албуми
- 2011: „Стенка на стенку”

### Концертни албуми
- 2006: „Жизнь во славу...”
- 2013: „10 лет во славу”

### Видеоалбуми
- 2006: „Жизнь во славу...”
- 2009: „Ночь Велесова”
- 2012: „Битва в Воронеже”

### Демо
- 2002: „Русь”